# بطولة باوليستا 1981
بطولة باوليستا 1981 هو موسم من بطولة باوليستا. كان عدد الأندية المشاركة فيه 20، وفاز فيه نادي ساو باولو.

## نظام البطولة
كان النظام أن تُقسَّم البطولة إلى جولتين، وتُقسَّم كل جولة إلى ثلاث مراحل: المرحلة الأولى هي مرحلة التأهيلات، حيث يتأهل فريقان إلى المرحلة النهائية. المرحلة الثانية هي مرحلة الدوري، حيث يتأهل ستة فرق إلى المرحلة النهائية. أما المرحلة الثالثة والأخيرة فهي مرحلة النهائي، والتي تُقسَّم إلى مجموعتين من أربعة فرق، ويتأهل الفائزون من كل مجموعة إلى النهائيات.